# PDSA Gold Medal

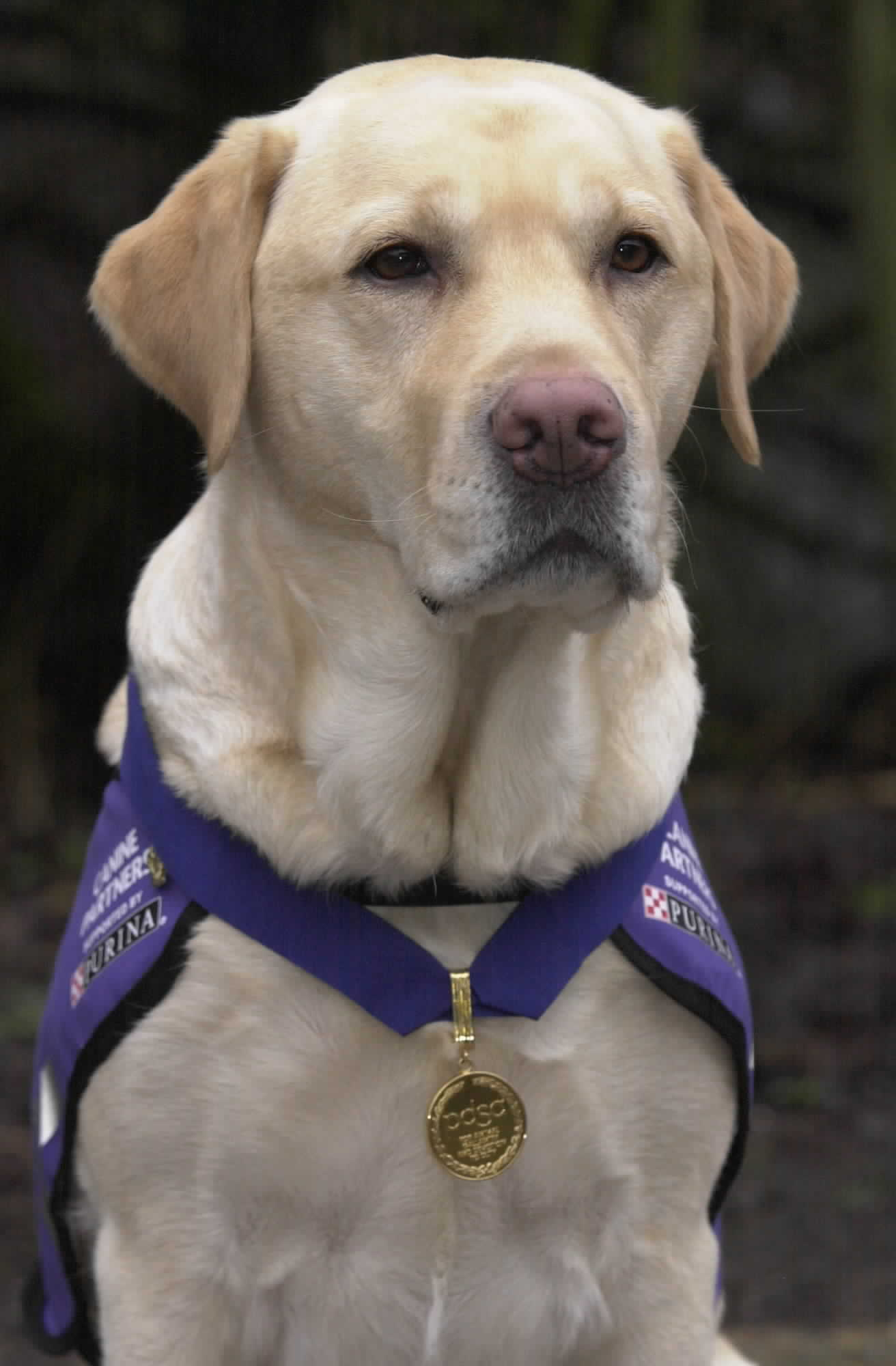
De hond Endal met de PDSA Gold Medal in 2002.

De PDSA Gold Medal  (gouden medaille van de PDSA) is een Britse onderscheiding voor dieren.
De onderscheiding wordt sinds 2002 uitgereikt door de People's Dispensary for Sick Animals (PDSA) aan dieren die zich heldhaftig gedragen hebben. De medaille is bedoeld voor dieren buiten krijgsdienst en is de tegenhanger van de Dickin Medaille welke bedoeld is voor dieren in krijgsdienst. 